# دونالد تومسون (مبارز بالسيف)
دونالد تومسون (بالإنجليزية: Donald Thompson)‏ هو مبارز بالسيف أمريكي، ولد في 15 يناير 1928 في أوكلاند في الولايات المتحدة، وتوفي في 26 فبراير 2013.

## وصلات خارجية
- دونالد تومسون على موقع أوليمبيديا (الإنجليزية)